# Présence du cinéma

Présence du Cinéma était une revue française de cinéma qui a paru de 1959 à 1967.  Malgré la modicité de ses moyens financiers, elle a été, avec les Cahiers du cinéma et Positif, l’une des trois revues « mythiques » des grandes années de la cinéphilie française, les années 1950-1960.

## Historique
Présence du cinéma, de périodicité mensuelle en dépit de quelques aléas de parution, a été fondée par Jean Curtelin, Lyonnais monté à Paris, avec l’aide d’un de ses amis, Michel Parsy. Tous deux sont directeurs de la revue du n° 1 au n° 4-5. À partir de ce n° 4-5 et jusqu’au n° 8, la revue est prise en charge par les Éditions Jean-Jacques Pauvert. À partir du n° 6/7, Michel Parsy disparaît de l’organigramme, tandis qu'un nouveau venu apparaît en qualité de secrétaire de rédaction : Alfred Eibel, Franco-Suisse d’origine autrichienne, qui deviendra plus tard un critique littéraire de renom et aussi éditeur, d’abord pour son propre compte à Lausanne, puis comme directeur de collections chez plusieurs éditeurs parisiens. A. Eibel participera aussi dans les années 70 à l’aventure du magazine Matulu.
Après le n° 8, Pauvert jette l’éponge, Jean Curtelin récupère sa revue et Alfred Eibel accepte de la financer en partie. Il en devient le directeur administratif, tandis que Curtelin, directeur-gérant, en offre la rédaction en chef à Michel Mourlet, qui avait fait en 1959 une entrée fracassante dans les colonnes des Cahiers du cinéma avec son manifeste « Sur un art ignoré ». Cette situation durera jusqu’au n° 15-16, après quoi Michel Mourlet rachète la revue pour une somme modique, en devient à son tour directeur-gérant, publie le n° 17, puis confie la direction effective de la revue à Jacques Lourcelles jusqu’au dernier numéro, à l’automne 1967.

## Ligne éditoriale
Il y a deux périodes bien distinctes, reflétées d’ailleurs par les noms des collaborateurs (voir ci-dessous) : la  période Curtelin et la période Mourlet-Lourcelles, dite de la « revue blanche » (couleur de fond de la couverture maquettée par Michel Mourlet).

La première période présente une orientation œcuménique un peu floue, entre Positif et Cahiers, avec une touche libertine lors de l’épisode Pauvert. La seconde période est beaucoup plus nette ; avec Mourlet, c’est la révolution « mac-mahonienne » qui entre en force et dominera jusqu'à la fin. Chaque numéro publie un ou deux dossiers qui lui donnent leur titre.

## Principaux collaborateurs réguliers ou occasionnels
Nota : En ce qui concerne les cinéastes, acteurs ou écrivains mentionnés ci-dessous, ne sont pris en compte à titre de collaboration effective que leurs textes inédits, la plupart écrits spécialement pour Présence du cinéma. Les témoignages enregistrés au magnétophone ne sont pas considérés comme collaboration effective.  
- Première période (Numéros 1 à 8) :

Pierre Kast, Louis Marcorelles, Luc Moullet, Michel Delahaye, Roger Tailleur, Robert Benayoun, Jacques Siclier, Robert Mazoyer, Jean-Louis Rieupeyrout, Paul-Louis Thirard, Yves Boisset, Louis Seguin, André S. Labarthe, Claude Beylie, Edgar Morin, Marcel Martin, René Gilson, Jean-Pierre Mocky, Raymond Gérome, Jean Wagner.
- Seconde période (Numéros 9 à 24-25) :

Paul Agde, Vittorio Cottafavi, Marc C. Bernard, Pierre Rissient, Michel Déon, Philippe Demonsablon, Gérard Legrand, Roger Ferdinand, Claude-Jean Philippe, Jean-Pierre Melville, Lino Ventura, Jacques Doniol-Valcroze, Claude Beylie, Louis Marcorelles, Jacques Siclier, John Twist, Sidney B. Hickox, Gérard Oury, Edmond T. Gréville, Abraham Polonsky, José Giovanni, Roger Vailland, Monique Lange, Simon Mizrahi, Bernard Eisenschitz, Louis Skorecki (Jean-Louis Noames), Samuel Fuller, Bertrand Tavernier, Alain Ferrari, Patrick Brion, Pierre Guinle.

## Titres des numéros
- 1. Le Nouveau Cinéma français
- 2-3. Situation du western
- 4-5. Le Cinéma des Blousons noirs
- 6-7. Sadisme et Libertinage
- 8. Les Nouvelles Actrices du cinéma français
- 9. Vittorio Cottafavi
- 10. Avenir du cinéma français
- 11. Otto Preminger
- 12. Claude Sautet – Don Weis
- 13. Raoul Walsh
- 14. Scénaristes français et américains
- 15-16. Blake Edwards
- 17. Riccardo Freda – Les Acteurs
- 18. Joseph L. Mankiewicz
- 19. Samuel Fuller
- 20. Joseph Losey – Samuel Fuller (suite)
- 21. John Ford
- 22-23. Allan Dwan – Jacques Tourneur
- 24-25. Cecil B. DeMille

## Sources
- La collection complète de la revue (consultable notamment à la BiFi).
- Antoine de Baecque, Cahiers du cinéma, Histoire d'une revue, Cahiers du cinéma, 1991.
- Antoine de Baecque, La Cinéphilie. Invention d'un regard, histoire d'une culture 1944- 1968, Hachette, coll. Pluriel, 2005.
- Michel Mourlet, Sur un art ignoré, la Mise en Scène comme langage, Ramsay, Poche- Cinéma, 2008.
- Michel Mourlet, l’Écran éblouissant, Voyages en cinéphilie 1958-2010, PUF, Perspectives critiques, 2011.
- Justine Alleron. Singularités de la revue Présence du cinéma au sein du contexte critique des années 1950 et 1960. Sciences de l’Homme et Société. 2018. Lire en ligne
- Claude Beylie, « Présence du mac-mahonisme », Cinéma 87.
- Christian Durante, « Le Mac-mahonisme : le style, c'est la mise en scène »